# Maria Oeyen
Maria Oeyen (Borgerhout, 31 augustus 1930 - Antwerpen, 24 april 2018) was een Belgische zwemster. Haar favoriete slag was rugslag. Zij nam eenmaal deel aan de Olympische Spelen, maar kon daarbij niet de finale halen en behaalde twee Belgische titels.

## Loopbaan
Oeyen nam in 1948 deel aan de Olympische Spelen van Londen. Zij werd met de Belgische estafetteploeg op de 4 x 100 meter vrije slag uitgeschakeld in de reeksen. Ze behaalde in 1948 en 1949 twee opeenvolgende Belgische titels op de 100 m rugslag. Na de kampioenschappen van 1949 stopte ze met zwemmen.

## Belgische kampioenschappen
Langebaan
| Onderdeel     | Jaar       |
| ------------- | ---------- |
| 100 m rugslag | 1948, 1949 |